# 清水茂 (中国文学者)
清水 茂（しみず しげる、1925年12月8日 - 2008年2月3日）は、日本の中国文学者。京都大学名誉教授。

## 経歴
1925年、京都府宇治市で生まれた。京都大学文学部を卒業。同・大学院に進み吉川幸次郎に師事した。
1952年、京都大学文学部助手に採用された。以後、助教授、教授に昇格。師の吉川が手掛けた『水滸伝』の翻訳を引き継ぎ、長年かけ訳した。1989年に京都大学を定年退官し、名誉教授となった。

## 著書
著作
- 『書経・春秋』(中国詩文選 3) 筑摩書房 1975
- 『語りの文学』筑摩書房 1988
- 『中國詩文論藪』創文社 1989
  - 電子書籍再版 講談社(創文社オンデマンド叢書) 2023
- 『中国目録学』筑摩書房 1991
  - 新版 ちくま学芸文庫 2024。解説古勝隆一

訳・注釈
- 『唐宋八家文　中国古典選』朝日新聞社（上中下）1956-1964、新版（上下）1966
  - 朝日文庫 全4巻 1978-1979
- 『韓愈』(中国詩人選集一集 第11巻) 岩波書店、1958、新版 1990
- 『王安石』(中国詩人選集二集 第4巻) 岩波書店 1962
- 『水滸伝』吉川幸次郎共訳、岩波文庫 全13巻（旧版）

1. 第7・8冊：1962-1970年
2. 第9－13冊：1977-1991年

- 改訳版『水滸伝』全10巻 岩波書店 1995 / 岩波文庫 1998

- 伊藤仁斎『童子問』岩波文庫[1] 1970
- 『伊藤仁斎「語孟字義」「古学先生文集」／伊藤東涯「古今学変」』(日本思想大系 33) [2]、岩波書店 1971
- 『顧炎武集』(中国文明選 7) 朝日新聞社 1974

- 『韓愈 世界古典文学全集 第30巻A・B』「韓昌黎集」訳・解説、筑摩書房 1986-1987、復刊 2005
- 『日本詩史・五山堂詩話』(新日本古典文学大系 65) 揖斐高・大谷雅夫と校注、岩波書店 1991